# BiVi日出
BiVi日出（ビビひじ）は、大分県速見郡日出町にある複合商業施設である。2015年6月1日にオープンした。大和ハウスグループの大和リースが運営している。

## 概要
国道10号と日豊本線に挟まれた日出町の中心部に位置する。
この敷地にはかつて旧大分県立日出高等学校のグラウンドがあったが、同校は1997年（平成9年）に大神に移転。跡地は日出町が取得したものの、経済情勢の変化等によって長期にわたり空地のままとなっていた。2008年（平成20年）4月から跡地活用事業の募集が行われた結果、敷地の一部に2011年（平成23年）11月にケーズデンキ日出店、2012年（平成24年）3月にホテルAZ大分日出店が出店。残余部分についても引き続き提案を受け付けていたところ、2013年（平成25年）9月に大和リースが商業施設の建設を提案。当初案は平屋建だったが、日出町議会の要望等により2階建にして行政施設が入居することになり、図書館が移転することが決定した。
建物は鉄骨造2階建てで、1階にはスーパーマーケット、ドラッグストア、飲食店、クリーニング店等が入居、2階には日出町立図書館等が入居している。BiViとしては、宮城県、埼玉県、東京都、静岡県（2か所）、京都府、福岡県、大阪府に次いで9か所目の施設となる。

## 入居施設

### 1階
- トキハインダストリー 日出町店 - 日豊本線南側にあった旧トキハインダストリーエスパ日出（1976年（昭和51年）8月24日開店）[5]が、線路北側のBiVi日出内に移転したもの。2015年5月31日先行オープン[1]。
  - セリア、ブレッドハウスなど複数テナントが入居。
- マツモトキヨシ 日出店 - 2015年6月6日オープン[1]。
- 味楽亭 日出店
- ぽっぽおじさんの大分からあげ 日出店
- ファッションクリーニングもろとみ BiV日出店
- 株式会社NIKKO 日出営業所

### 2階
- 交流ひろば HiCaLi（ひかり）[6] - 2015年7月18日オープン[7]。
  - 日出町立図書館
  - 多目的エリア
    - 会議室
    - 一時預り室
    - 子育て支援室
    - 多目的室 1・2・3
    - 喫茶室 - 軽食・喫茶の提供業者を募集中であるが、2015年7月の開館時点では無料施設となっている[8][9]。

## 交通アクセス
- JR九州日豊本線暘谷駅から徒歩3分[4]
2016年度中に駅舎を東側のBiVi日出隣接地に移転し、南北にロータリーを設けるとともに自由通路で結ぶ計画がある[1][10]。